# Elaeocarpus japonicus
Elaeocarpus japonicus är en tvåhjärtbladig växtart som beskrevs av Siebold & Zucc.. Elaeocarpus japonicus ingår i släktet Elaeocarpus och familjen Elaeocarpaceae.

## Underarter
Arten delas in i följande underarter:
- E. j. lantsangensis
- E. j. yunnanensis